# Azkoyen
Azkoyen ist ein spanischer Hersteller von Verkaufsautomaten. Neben Verkaufsautomaten für Getränke, Snacks und Zigaretten vertreibt das Unternehmen auch Automatenkomponenten für externe Hersteller sowie Systeme zur Zeiterfassung und Zutrittskontrolle. In diesem Bereich ist auch das deutsche Unternehmen Primion Technology aktiv, das zur Azkoyen-Gruppe gehört.

## Geschichte
Das Unternehmen Talleres Azkoyen wurde 1945 von Martín Luis Troyas Osés gegründet und stellte Agrarmaschinen zur Ernte und Verarbeitung von Kartoffeln und Spargel her. Außerhalb dieses Bereichs meldete das Unternehmen in den Folgejahren unter anderem Patente für eine Waschmaschine und eine elektromotorisch betriebene Kinderwiege an. Im Jahr 1956 wurde der erste Wandautomat Azkoyens gefertigt, der Feuerzeugbenzin ausgab. Ab 1959 verkaufte Azkoyen Münzprüfer an andere Automatenhersteller. In den 1960er Jahren entwickelte das Unternehmen weitere Automaten zum Verkauf von Zigaretten, Kaugummis, Keksen, Schokolade und anderen Süßigkeiten sowie Münzgeldwechsler. In den Jahren 1976 und 1977 wurden Fahrkartenautomaten für den öffentlichen Personennahverkehr und Heißgetränkeautomaten auf den Markt gebracht. Am 18. Juli 1988 ging Azkoyen an die Madrider Börse.